# Madonna col Bambino tra i santi Sebastiano, Francesco, Giovanni Battista, Girolamo
La Madonna col Bambino tra i santi Sebastiano, Francesco, Giovanni Battista, Girolamo è un dipinto a olio su tela (120x175,9 cm) di Cima da Conegliano, databile al 1515 e conservato presso il Fogg Art Museum di Cambridge (Massachusetts).

## Descrizione
Questo dipinto raffigura la Madonna col Bambino tra i santi: sulla sinistra san Sebastiano, san Francesco e san Giovanni Battista e sulla destra san Girolamo, un santo non identificato femminile e sant'Antonio da Padova, in basso i due donatori.